# Diocesi di Quiza
La diocesi di Quiza (in latino: Dioecesis Quiziensis) è una sede soppressa e sede titolare della Chiesa cattolica.

## Storia
Quiza, identificabile con El-Benian o Pont du Chélif (oggi Sidi Belattar) nell'odierna Algeria, è un'antica sede episcopale della provincia romana della Mauritania Cesariense.
Sono tre i vescovi documentati di questa diocesi africana. Alla conferenza di Cartagine del 411, che vide riuniti assieme i vescovi cattolici e donatisti dell'Africa romana, prese parte il cattolico Prisco, il quale affermò che nella sua diocesi non esisteva alcun vescovo donatista, e che l'ultimo si era convertito al cattolicesimo. Lo contraddisse il vescovo donatista Onorato di Acque Sirensi, secondo il quale invece il vescovo donatista di Quiza era morto durante le persecuzioni contro i donatisti. Prisco di Quiza deve essere identificato con l'omonimo vescovo della Mauritania Cesariense di cui parla Agostino; questi, a causa di una sanzione ecclesiastica, fu privato, attorno al 422, del titolo di primate della Cesariense, cui aveva diritto per la sua anzianità.
Il secondo vescovo noto è Tiberiano, il cui nome compare al secondo posto nella lista dei vescovi della Mauritania Cesariense convocati a Cartagine dal re vandalo Unerico nel 484; Tiberiano, come tutti gli altri vescovi cattolici africani, fu condannato all'esilio. Vista la rarità del nome, questo Tiberiano potrebbe essere identificato con l'omonimo vescovo che, nel 446 circa, fu incaricato assieme ad altri vescovi della Mauritania Cesariense da papa Leone I di condurre un'inchiesta sull'ordinazione episcopale di un laico, che suscitò gravi disordini nella regione.
Infine, il terzo vescovo di Quiza è Vitaliano, noto grazie al suo epitaffio, databile tra IV e VI secolo, scoperto nella basilica di Quiza, nel quale è indicato come sanctus, e la cui sepoltura fu predisposta da Ulpiana.
Dal 1933 Quiza è annoverata tra le sedi vescovili titolari della Chiesa cattolica; dal 25 marzo 2020 il vescovo titolare è Ján Kuboš, vescovo ausiliare di Spiš.

## Cronotassi

### Vescovi residenti
- Prisco † (prima del 411 - dopo il 422 ?)
- Tiberiano † (prima del 446 ? - dopo il 484)
- Vitaliano † (circa IV/VI secolo)

### Vescovi titolari
- Adrien André Maria Cimichella, O.S.M. † (5 giugno 1964 - 21 luglio 2004 deceduto)
- José Guadalupe Torres Campos (10 dicembre 2005 - 25 novembre 2008 nominato vescovo di Gómez Palacio)
- Cirilo Flores † (5 gennaio 2009 - 4 gennaio 2012 nominato vescovo coadiutore di San Diego)
- Genadijus Linas Vodopjanovas, O.F.M. (11 febbraio 2012 - 20 maggio 2016 nominato vescovo di Panevėžys)
- Anthony Randazzo (24 giugno 2016 - 7 ottobre 2019 nominato vescovo di Broken Bay)
- Ján Kuboš, dal 25 marzo 2020